# فيلا فيزوسا
فيلا فيزوسا هي بلدية في البرتغال، وبلدة في البرتغال، تقع في محافظة إيفورا، بلغ عدد سكانها 8,319  نسمة وذلك حسب إحصائيات سنة 2010، تبلغ مساحتها 195 كيلومتر مربع، و194.86 كيلومتر مربع، رمزها البريدي هو 7160.

## الموقع
تشترك في الحدود مع:
- الواس.

## مدن توأم
المدن التوأم:
- سيغونثة.

## التقسيمات الإدارية
- Pardais  [لغات أخرى]‏
- Nossa Senhora da Conceição e São Bartolomeu  [لغات أخرى]‏
- Bencatel  [لغات أخرى]‏
- Ciladas  [لغات أخرى]‏.

## أعلام
- تيودوسيو الثاني دوق براغانزا
- ماريا فرانسيسكا من أورليان-براغانزا
- كاثرين من براغانزا
- جواو الأول
- تيودوسيو الأول دوق براغانزا
- خايمي الأول دوق براغانزا